# نشان ملی لتونی
نشان ملی جمهوری لتونی که در سال ۱۹۹۰ میلادی جایگزین نشان رسمی جمهوری سوسیالیستی لتونی شوروی گردید خورشید در حال طلوع نماد ملی این کشور در مبارزه با روسیه بوده‌است و سه ستاره بالایی نماد سه منطقه ویدزم ، لاتگال و کورلند-سمیگالیا است که لتونی متحد را پدید آورده‌اند و دو نشان پایینی هم نشان همین مناطق هست (نشان ویدزم و لاتگال مانند هم است (شیردال شمشیر بدست) تنها با رنگ‌های متفاوت) و رنگ روبان هم از پرچم این کشور نشات گرفته‌است این نشان در سال ۱۹۱۸ میلادی طراحی شد و دوباره در سال ۱۹۹۰ میلادی به عنوان نشان این کشور برگزیده شد

## نگارخانه

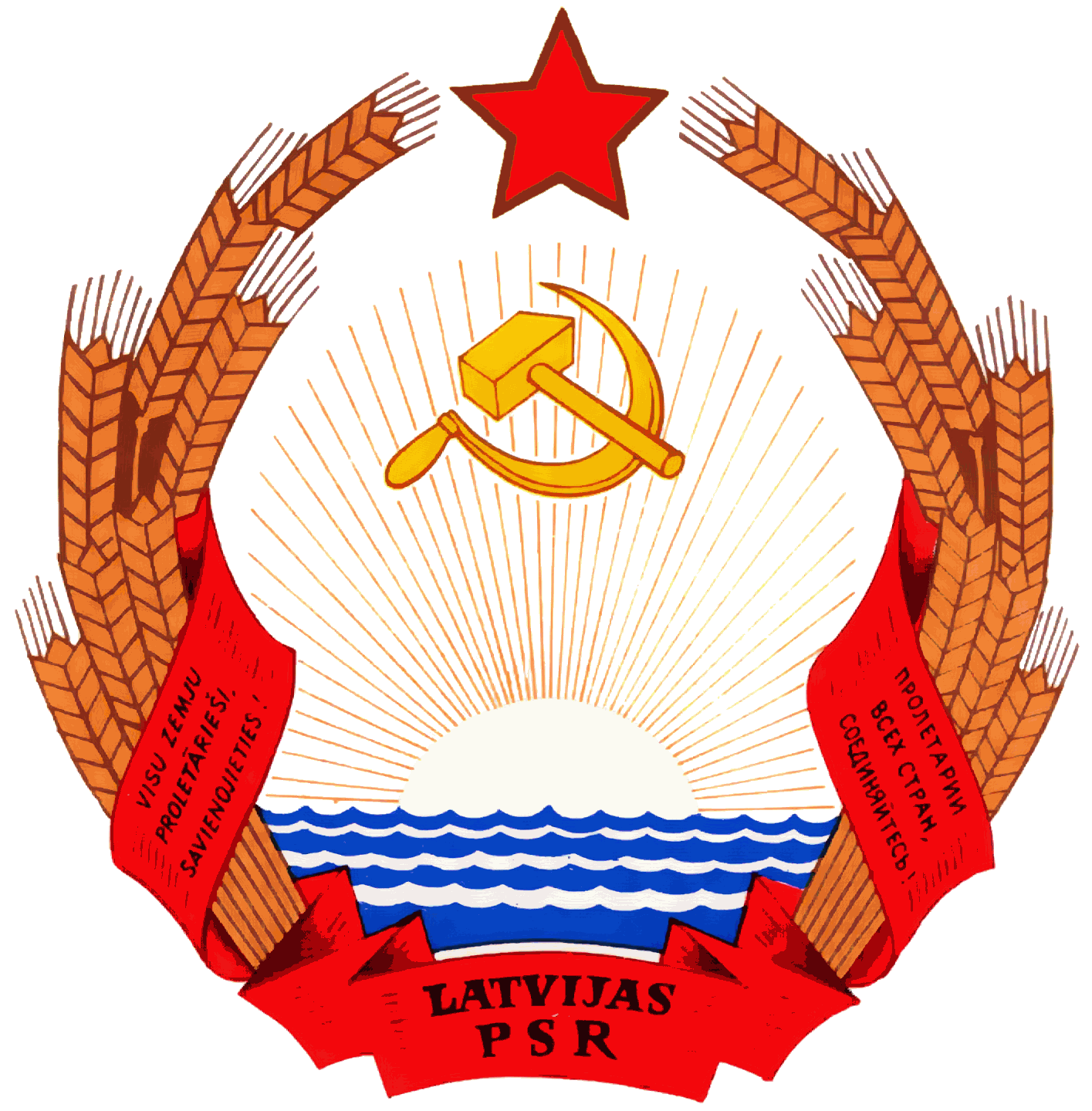
نشان رسمی جمهوری سوسیالیستی لتونی شوروی